# Simone de Beauvoir
Simone Lucie Ernestine Marie Bertrand de Beauvoir (París, 9 de enero de 1908-14 de abril de 1986), conocida como Simone de Beauvoir, fue una filósofa, profesora, escritora y activista feminista francesa, autora de novelas, ensayos, biografías y monografías sobre temas políticos, sociales y filosóficos. Su pensamiento se enmarca en la corriente filosófica del existencialismo, y su obra El segundo sexo  es considerado como un clásico ineludible en el movimiento feminista y la historia del feminismo. Su pareja durante  un tiempo fue el filósofo Jean-Paul Sartre y luego, entre otros, el americano Nelson Algren.

## Juventud y estudios

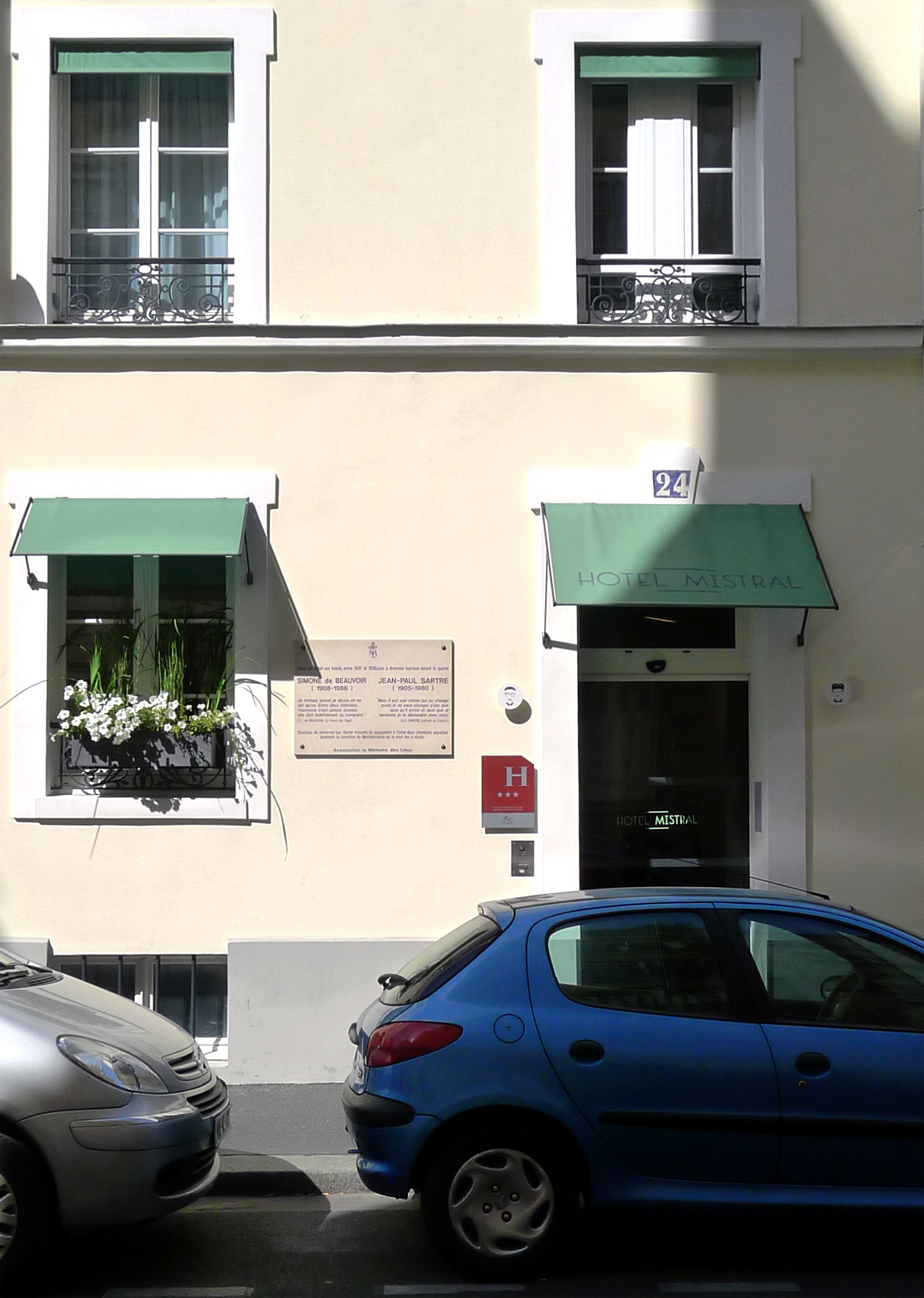
Rue Cels (n°24) - París XIV.

Nació en el piso familiar, situado en el bulevar Raspail de París, en el marco de una familia burguesa con moral cristiana muy estricta. Era hija de Georges Bertrand de Beauvoir, que trabajó un tiempo como abogado y era un actor aficionado, y de Françoise Brasseur, una mujer profundamente religiosa. Ella y su hermana pequeña Hélène de Beauvoir, con quien mantuvo siempre una estrecha relación, fueron educadas en colegios católicos. Fue escolarizada desde sus cinco años en el Cours Désir, donde solía enviarse a las hijas de familias burguesas. Su hermana menor Hélène de Beauvoir (conocida con el apodo de Poupette) la siguió dos años más tarde.
Desde su niñez, de Beauvoir destacó por sus habilidades intelectuales, que hicieron que acabase cada año primera de su clase. Compartía su destacado desempeño escolar con Elizabeth Lacoin (llamada Zaza en la autobiografía que escribe de Beauvoir), que se convirtió rápidamente en su mejor amiga.
Desde adolescente, por otro lado, se rebelaría contra la fe familiar declarándose atea y considerando que la religión era una manera de subyugar al ser humano.
Después de la Primera Guerra Mundial, su abuelo materno, Gustave Brasseur, entonces presidente del Banco de la Meuse, presentó la quiebra, lo que precipitó a toda la familia en el deshonor y la vergüenza. Como consecuencia de esta ruina familiar, los padres de Simone se vieron obligados a abandonar la residencia señorial del bulevar Raspail y trasladarse a un apartamento oscuro, situado en un quinto piso sin ascensor en la calle de Rennes. Georges de Beauvoir, que había planeado vivir con el dinero de su esposa y de su familia, vio sus planes defraudados. La culpa que sintió entonces Françoise no la abandonó nunca a lo largo de su vida y la dote desaparecida se convirtió en una vergüenza familiar.
La pequeña Simone sufrió la situación y vio cómo las relaciones entre sus padres se deterioraban poco a poco. Hecho importante en el nacimiento de las ideas políticas feministas de Simone de Beauvoir. Toda su infancia será marcada por el hecho de haber nacido mujer: su padre no le escondió el hecho de que hubiese deseado un hijo, con el sueño de que hubiese cursado estudios en la prestigiosa Escuela Politécnica de París. Muchas veces le comentó a Simone: «Tienes un cerebro de hombre». Con su esposa compartía la convicción de que, dada la mediocre condición económica en la que se hallaba la familia, la única esperanza de mejora social para sus dos hijas eran los estudios.
Los de Beauvoir veranearon a menudo en Saint-Ybard, en la propiedad de Mayrignac situada en Correze. El parque, fundado alrededor de 1880 por su abuelo, Ernest Bertrand de Beauvoir, había sido adquirido a principios del siglo XIX por el bisabuelo, Narcisse Bertrand de Beauvoir. De Beauvoir narró estos tiempos felices en sus Memorias de una joven formal. El contacto con la naturaleza y los largos paseos solitarios por el campo hicieron surgir en el espíritu de la joven Simone de Beauvoir la ambición de un destino fuera de lo común.
Con solamente quince años ya estaba decidida sobre la forma de este destino: quería ser escritora. Tras haber aprobado el bachillerato en 1925, de Beauvoir empezó sus estudios superiores en el Instituto Católico de París, institución religiosa privada a la que solían asistir las muchachas de buena familia. Allí completó su formación matemática, mientras ampliaba su formación literaria en el Instituto Sainte-Marie de Neuilly. Tras su primer año universitario en París, logró obtener certificados de matemáticas generales, literatura y latín. En 1926, se dedicó a estudiar filosofía y obtuvo en junio de 1927 su certificado de filosofía general. Tras estos reconocimientos acabó licenciándose en letras, con especialización en filosofía. En la primavera de 1928,   aprobó también unas certificaciones de ética y de psicología. Sus estudios universitarios concluyeron en 1929 con la redacción de una tesina sobre Leibniz, culminación de sus estudios superiores.

## La profesora
Tras haber sido profesora agregada de filosofía en 1929, de Beauvoir, o Castor, apodo que le dio su amigo René Maheu y que Sartre siguió usando, en un juego de palabras entre «Beauvoir» y beaver, en inglés, se preparó para ser profesora titular. Su primer destino fue Marsella. Sartre obtuvo a su vez un puesto en Le Havre en marzo de 1931 y la perspectiva de separarse de él destrozó a de Beauvoir. Para que pudiesen ser nombrados en el mismo instituto, Sartre le propuso que se casasen, a lo que ella se negó. En La fuerza de las Cosas, explicó el porqué:

Tengo que decir que no pensé en aceptar aquella propuesta ni un segundo. El matrimonio multiplica por dos las obligaciones familiares y todas las faenas sociales. Al modificar nuestras relaciones con los demás, habría alterado fatalmente las que existían entre nosotros dos. El afán de preservar mi propia independencia no pesó mucho en mi decisión; me habría parecido artificial buscar en la ausencia una libertad que, con toda sinceridad, solamente podía encontrar en mi cabeza y en mi corazón.

 De la misma forma, de Beauvoir decidió no tener hijos. El año siguiente, logró acercarse a Sartre al ser trasladada a Ruan, donde conoció a Colette Audry, que ejercía también de profesora en el mismo liceo.  Mantuvo relaciones amorosas con algunas de sus alumnas, entre ellas, Olga Kosakiewitcz y Bianca Bienenfeld: el pacto que la unió a Sartre le permitía conocer estos «amores contingentes». También mantuvo una breve relación con un alumno de Sartre, apodado «el pequeño Bost», futuro marido de Olga. Sartre también cortejó a la muchacha, sin conseguir conquistarla.
Este grupo de amigos, que se llamaban entre ellos «la pequeña familia», permaneció unido hasta la muerte de sus miembros, pese a las tensiones ligeras o a los conflictos más serios que atravesaron. Poco antes de la Segunda Guerra Mundial, la pareja Sartre-de Beauvoir fue destinada a París. De 1936 a 1938, de Beauvoir enseñó en el liceo Molière, del que fue despedida tras haber entablado una relación amorosa con Bianca Bienenfeld, una de sus alumnas.
Las editoriales Gallimard y Grasset rechazaron su primera novela, Primaldad de lo espiritual, escrita entre 1935 y 1937, que se publicó tardíamente en 1979 con el título Cuando predomina lo espiritual. La Invitada se publicó en 1943; en esta novela, la escritora describía, mediante personajes ficticios, la relación entre Sartre, Olga y ella misma, a la vez que elaboraba una reflexión filosófica sobre la lucha entre las consciencias y las posibilidades de la reciprocidad. Fue un éxito editorial inmediato que la llevó a ser suspendida en junio de 1943 de la Educación Nacional, tras la presentación de una denuncia por incitación a la perversión de personas menores en diciembre de 1941 por la madre de Nathalie Sorokine, una de sus alumnas. Se la reintegró como profesora tras la liberación de París; durante la ocupación trabajó para la radio colaboracionista francesa («Radio Vichy»), donde organizó programas dedicados a la música. La emisora («Radio Vichy») pertenecía al régimen del mariscal Petain, y Beauvoir aceptó firmar un formulario que aseguraba que ella no era ni judía ni masona.

### Relación con Sartre

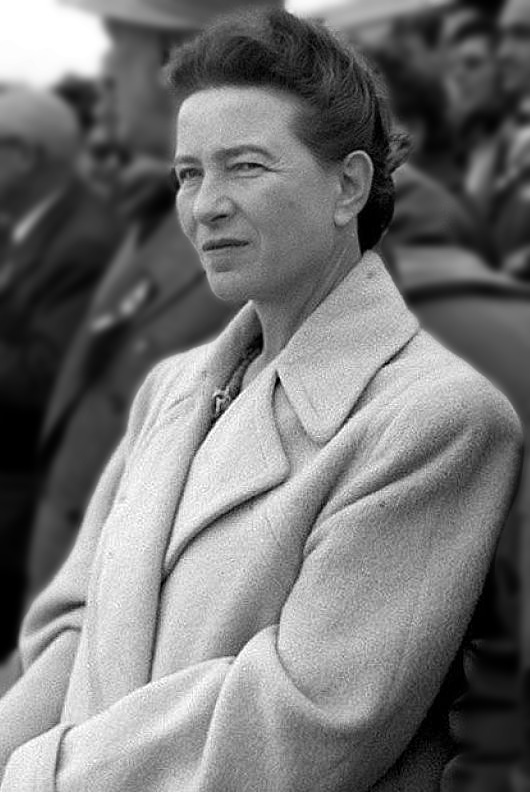
Beauvoir en Beijing, 1955.

A lo largo de su período universitario en París Simone de Beauvoir conoció a otros jóvenes intelectuales, entre ellos Jean-Paul Sartre, al que calificó con admiración de "genio". Una relación mítica nació entre los dos filósofos. Simone será su «amor necesario», en oposición a los «amores contingentes» que los dos conocerán muchas veces de forma paralela: un pacto de polifidelidad, que renovaban cada dos años, se estableció entre ellos a partir de 1929, más o menos un año tras su primer encuentro. Ambos cumplieron este acuerdo filosófico: él tuvo muchos amores y mujeres,  y ella también.
El clímax de la carrera universitaria de la pareja sucedió en 1929, cuando Sartre y de Beauvoir se presentaron al concurso de la agregación de filosofía, que ganó él mientras ella quedaba en segundo puesto.
Pese a este éxito, la muerte repentina de su amiga Zaza el mismo año causó un gran sufrimiento a la filósofa. De Beauvoir, criada por una madre religiosa, perdió su fe cristiana con catorce años, tal como relató en sus Memorias de una joven formal: Años antes de sus estudios filosóficos, la joven se había emancipado de su familia y de sus valores burgueses.
El encuentro con Sartre supone para de Beauvoir el comienzo de una vida de permanente diálogo intelectual con un interlocutor privilegiado, de un nivel que ella definía como mayor al suyo, al menos al inicio de la relación. Sartre y de Beauvoir   nunca se casaron ni vivieron bajo el mismo techo. Mantuvieron una relación abierta, mixta en géneros,  de poliamor, sintiéndose satisfechos con el lazo que habían creado entre ellos. Este esquema relacional novedoso se cimentaba en el rechazo profundo y visceral del matrimonio y del modo de vida burgués.
Simone de Beauvoir se creía única, pero ante Sartre tuvo que reconocer: «Era la primera vez en mi vida que yo me sentía intelectualmente dominada por alguien». Decidieron acercar sus vidas para eventos y acontecimientos intelectuales, pero en un amor libre, porque ni de Beauvoir ni Sartre aceptaban el matrimonio y sus restricciones:

Sartre no tenía la vocación de la monogamia; le gustaba estar en compañía de las mujeres, a las que encontraba menos cómicas que los hombres; no comprendía, a los veintitrés años, el renunciar para siempre a su seductora diversidad.

Ella lo amó y lo aceptó tal como era. Sartre propuso la fórmula de su relación de pareja: «Entre nosotros se trata de un amor necesario, pero conviene que también conozcamos otros amores contingentes y pasajeros». En La Habana, Cuba, cuando visitan a Fidel Castro y se reúnen con Che Guevara, este último les manifiesta a ambos que su tipo de " amor" es un "amor revolucionario".Sin embargo en sus testimonios Beauvoir reconoce que  la relación planteada en términos abiertos y múltiples le causó muchos sufrimientos y malestares.
Tuvo otras relaciones de pareja, por ejemplo con Nelson Algren, norteamericano.

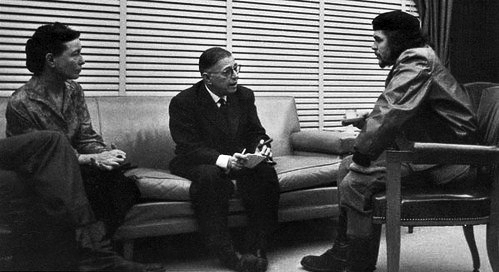
Simone de Beauvoir y Jean-Paul Sartre entrevistan al Che Guevara en 1960. Foto de Alberto Korda publicada en la revista Verde Oliva. Museo Che Guevara (Centro de Estudios Che Guevara en La Habana, Cuba).

## La escritora comprometida

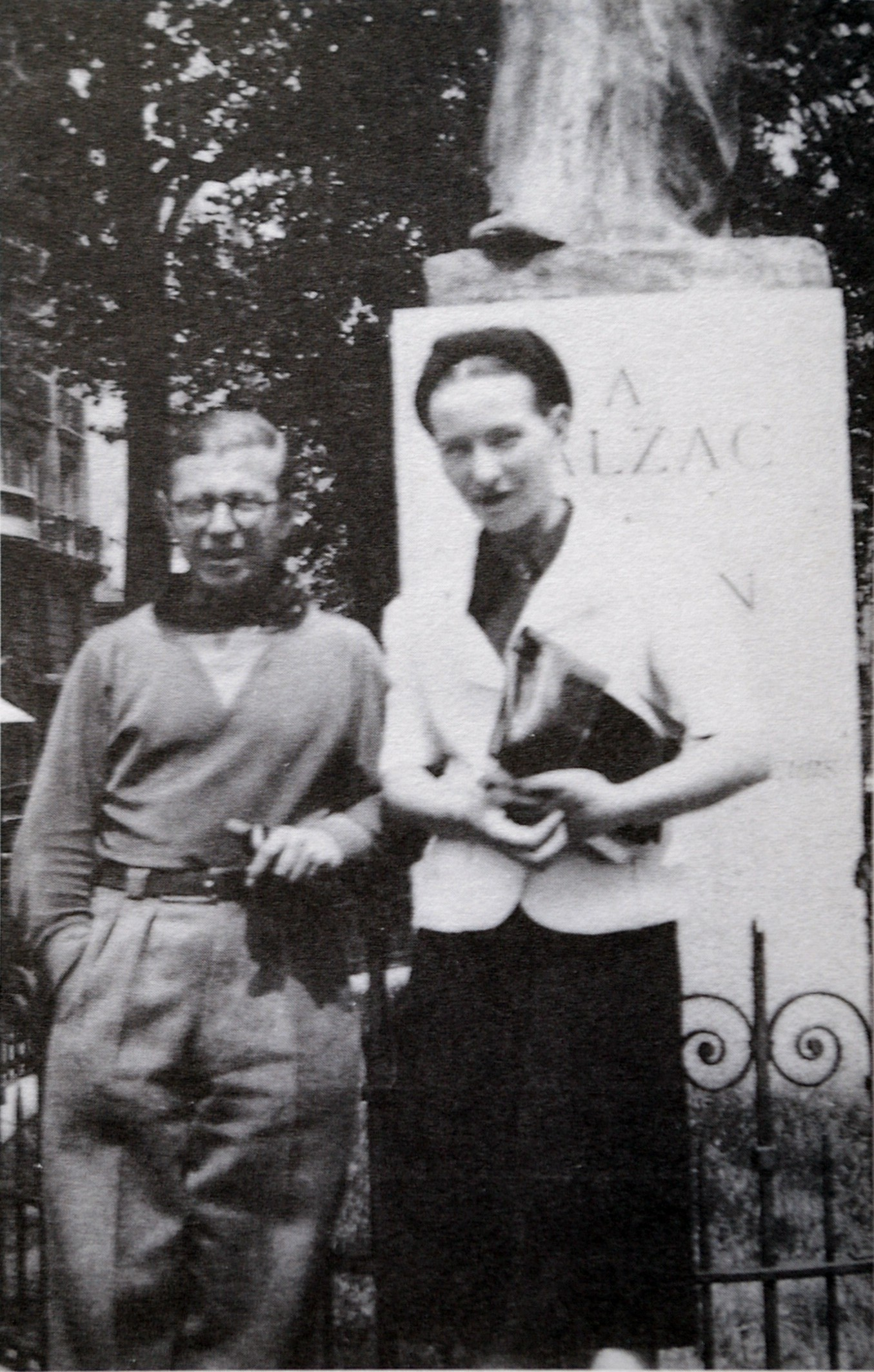
Sartre y Beauvoir en 1939.

Con Sartre, Raymond Aron, Michel Leiris, Maurice Merleau-Ponty, Boris Vian y otros intelectuales franceses de izquierda, fue la fundadora de una revista, Les Temps Modernes, que pretendía difundir la corriente existencialista a través de la literatura contemporánea. De forma paralela, continuó sus producciones personales: tras la publicación de varios ensayos y novelas donde hablaba de su compromiso con el comunismo, el ateísmo y el existencialismo. Consiguió independizarse económicamente y se dedicó plenamente a ser escritora. Viajó por numerosos países (EE. UU., China, Rusia, Cuba...) donde conoció a otras personalidades comunistas como Fidel Castro, Che Guevara, Mao Zedong o Richard Wright. En los Estados Unidos entabló una relación pasional con el escritor estadounidense Nelson Algren, con quien mantuvo una intensa relación epistolar, llegando a intercambiar unas trescientas cartas.
Su consagración literaria tuvo lugar el año 1949: la publicación de El segundo sexo, del que se vendieron más de veintidós mil ejemplares en la primera semana, causó escándalo y fue objeto de animados debates literarios y filosóficos. La Santa Sede, por ejemplo, se mostró contraria al ensayo. François Mauriac, que siempre tuvo animosidad hacia la pareja, publicó en Les Temps Modernes un editorial que creó polémica al afirmar: «ahora, lo sé todo sobre la vagina de vuestra jefa». El segundo sexo se tradujo a varios idiomas: en los Estados Unidos se vendieron un millón de ejemplares y se convirtió en el marco teórico esencial para las reflexiones de las fundadoras del movimiento de liberación la mujer. De Beauvoir se convirtió en precursora del movimiento feminista al describir a una sociedad en la que se relega a la mujer a una situación de inferioridad. Su análisis de la condición femenina, en ruptura con las creencias existencialistas, se apoya en los mitos, las civilizaciones, las religiones, la anatomía y las tradiciones. Este análisis desató un escándalo, en particular el capítulo dedicado a la maternidad y al aborto, entonces equiparado al homicidio. Describía el matrimonio como una institución burguesa repugnante, similar a la prostitución, en la que la mujer depende económicamente de su marido y no tiene posibilidad de independizarse.
Los mandarines, publicado el 1954, marcó el reconocimiento de su talento literario por la comunidad intelectual: se le otorgó por esta novela el prestigioso Premio Goncourt. De Beauvoir era por entonces una de las escritoras con más lectores a nivel mundial. En esta novela, que trata de la posguerra, expuso su relación con Nelson Algren aunque siempre a través de personajes ficticios. Algren, celoso, ya no aguantaba más la relación que unía a de Beauvoir y Sartre: la ruptura entre ella y Algren demostró la fuerza del lazo que unía a los dos filósofos y la de su pacto. Posteriormente, de julio de 1952 a 1959, de Beauvoir vivió con Claude Lanzmann.
A partir de 1958, emprendió la escritura de su autobiografía, en la que describe el mundo burgués en el que creció, sus prejuicios, sus tradiciones degradantes y los esfuerzos que llevó a cabo para deshacerse de ellos pese a su condición de mujer. También relata su relación con Sartre, que calificó de éxito total. Pese a todo y a la fuerza del lazo pasional que aún los unía, ya no eran una pareja en el sentido sexual, aunque de Beauvoir se lo hiciese creer a sus lectores.
En 1964 publicó Una muerte muy dulce, que relata la muerte de su madre: Sartre consideró siempre que este fue el mejor escrito de Beauvoir. La eutanasia o el luto forman el núcleo de este relato cargado de emoción. A lo largo de su luto, a la escritora la acompaña una muchacha que conoció entonces: Sylvie Le Bon, estudiante de Filosofía. La relación que unió a las dos mujeres era ambigua: madre-hija, de amistad o de amor. En su cuarto escrito autobiográfico, Final de cuentas, de Beauvoir declaraba que compartió con Sylvie el mismo tipo de relación que la unió, cincuenta años antes, a su mejor amiga Zaza. Sylvie Le Bon fue adoptada oficialmente como hija por la escritora, quien la nombró heredera de su obra literaria y de sus bienes.

## Feminismo yEl segundo sexo
Simone de Beauvoir no se autoproclamó feminista hasta años después de haber escrito El segundo sexo. Más tarde, en 1963, Simone de Beauvoir definió el feminismo como una manera de vivir individualmente y una manera de luchar colectivamente, explica la doctora en filosofía, Teresa López Pardina, una de las principales especialistas en la figura de la escritora y filósofa francesa.

### El segundo sexo
De Beauvoir sostiene que «la mujer»,  tal como la definía la sociedad occidental de su tiempo, es una construcción cultural. Señala que a lo largo de la historia, la mujer ha sido definida en relación con el varón como madre, esposa, hija o hermana; por lo cual, sostiene, la principal tarea de la mujer es reconquistar su propia identidad específica, desde sus propios criterios. Las características con las cuales se identifica en las mujeres no les vienen dadas de su genética, sino por cómo han sido educadas y socializadas. Como resumen de este pensamiento escribió una de sus frases más célebres: «No se nace mujer, se llega a serlo».

### Recepción del libro
En 1949 cuando publicó El segundo sexo era una voz singular en la sociedad occidental en la que tras el movimiento sufragista y la obtención del derecho al voto femenino se había vuelto a recluir a las mujeres en el hogar. El libro, que en su momento fue un escándalo, pasó a ser considerado (según la filósofa feminista Alicia Puleo) un texto «clásico» pues permite hacer balance del recorrido hacia la igualdad de los sexos. La misma autora señala que las teóricas de las distintas y contrapuestas corrientes del feminismo (liberal, radical y socialista) reconocen ser «hijas de Beauvoir».

### Referencia en las políticas de igualdad y los estudios feministas
El ser humano, considera De Beauvoir, no es una «esencia» fija sino una «existencia»: «proyecto», «trascendencia», «autonomía», «libertad» que no puede escamotearse a un individuo por el hecho de pertenecer al «segundo sexo».  La idea fundamental de El segundo sexo —destaca Puleo— es hoy asumida por millones de personas que no han leído esta obra ni han oído hablar de ella y sus principios han sido incorporados a las políticas de igualdad europeas y han dado lugar a los estudios feministas y de género de centros universitarios de vanguardia.
De Beauvoir expresó en los términos de la filosofía existencialista todo un ciclo de reivindicaciones de igualdad de las mujeres que comienza con la Ilustración y lleva a la obtención del voto y al acceso a la enseñanza superior en primer tercio del siglo XX destaca la filósofa Celia Amorós.

### Lucha por el aborto
De Beauvoir tuvo también un papel determinante en la legalización del aborto en Francia. Con Halimi fundó el movimiento Choisir y fue una de las redactoras del Manifiesto de las 343 -firmado por mujeres de la política, la cultura y distintas áreas de la sociedad francesa como la escritora Marguerite Duras, la abogada Gisèle Halimi o las cineastas Françoise Sagan, Jeanne Moreau y Agnes Vardà reconociendo haber abortado- publicado el 5 de abril de 1971 por la revista Le Nouvel Observateur.

Sobre el aborto señaló:
El aborto es parte integral de la evolución en la naturaleza y la historia humana. Esto no es un argumento ni a favor o en contra, sino un hecho innegable. No hay pueblo, ni época donde el aborto no fuera practicado legal o ilegalmente. El aborto está completamente ligado a la existencia humana…
La actividad de Simone de Beauvoir fue, junto con Gisèle Halimi y Elisabeth Badinter, la clave para lograr el reconocimiento de los maltratos sufridos por las mujeres durante la Guerra de Argelia.

## Últimos años y muerte

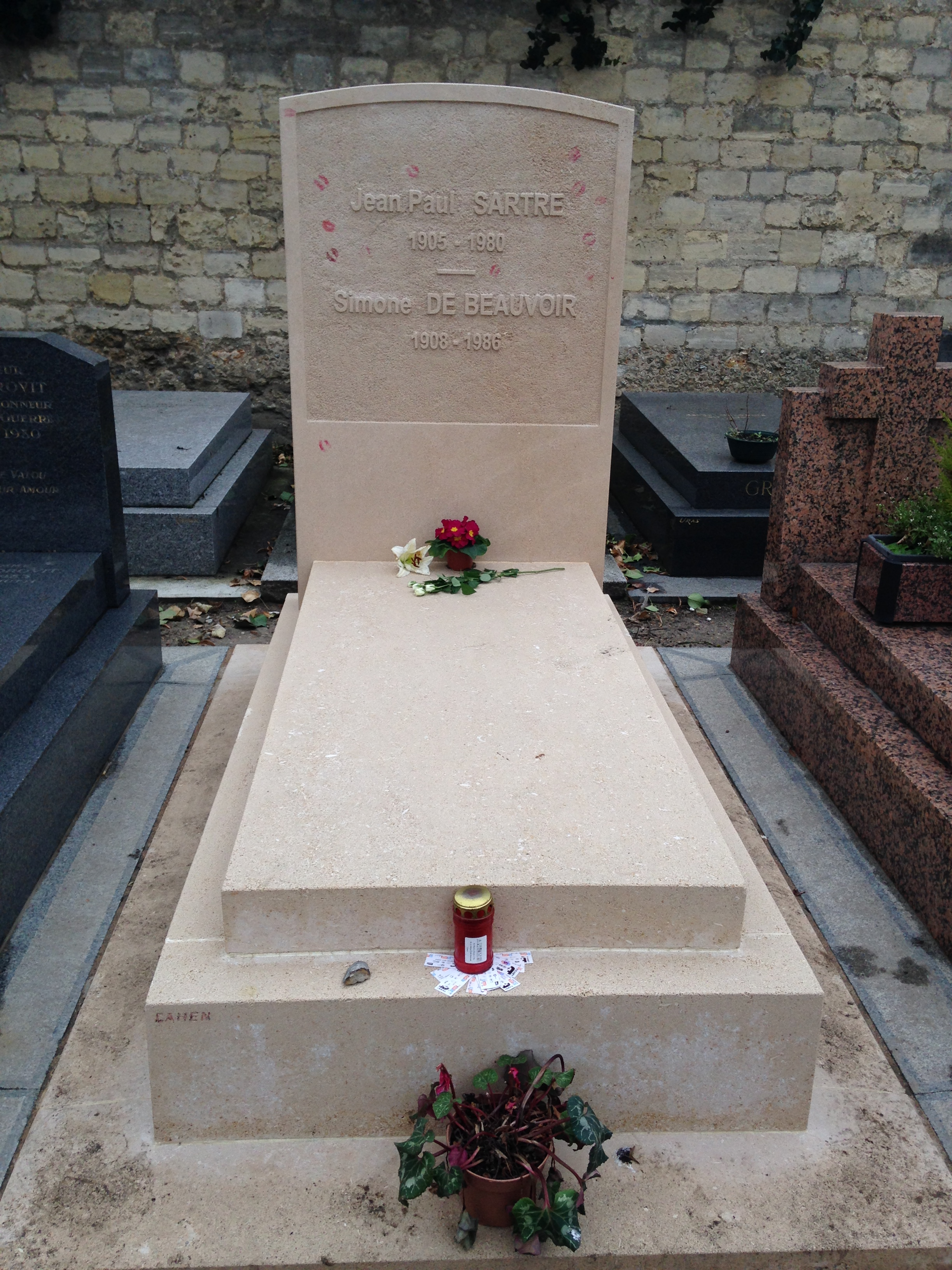
Tumba de Sartre y Beauvoir

Tras la muerte de Sartre en 1980 publicó en 1981 La ceremonia del adiós, donde relató los diez últimos años de vida de su compañero sentimental, aunque los detalles médicos e íntimos de la vida del filósofo fueron mal recibidos por muchos de sus seguidores. Este texto se completó con la publicación de sus conversaciones con Sartre grabadas en Roma entre agosto y septiembre de 1974. En estos diálogos Sartre reflexionaba sobre su vida y expresaba algunas dudas sobre su producción intelectual. Al publicar estas conversaciones íntimas, de Beauvoir pretendió demostrar cómo su amigo había sido manipulado por el filósofo y escritor francés Benny Lévy. Lévy hizo que Sartre reconociera una cierta «inclinación religiosa» en el existencialismo pese a que Sartre y los demás existencialistas hubiesen proclamado siempre que el ateísmo era uno de sus pilares. Para de Beauvoir, Sartre ya no disponía de la plenitud de sus capacidades intelectuales cuando había sostenido este debate con Lévy y no estaba en situación de enfrentarse solo a este filosóficamente. En estos textos que desvelan la vida de Sartre también dejó ver lo mala que fue su relación con la "hija adoptiva", y  una de las amantes de Sartre, Arlette Elkaïm-Sartre. Concluye La Ceremonia del adiós con la siguiente frase: «Su muerte nos separa. Mi muerte no nos reunirá. Así es; ya es demasiado bello que nuestras vidas hayan podido juntarse durante tanto tiempo».
De 1955 a 1986, residió en el número 11 bis de la calle Victor-Schœlcher de París, donde murió acompañada de su hija adoptiva y de Claude Lanzmann. Se la enterró en el cementerio de Montparnasse de la capital francesa, en la división 20, al lado de Sartre. Simone de Beauvoir fue enterrada llevando en su mano el anillo de plata que le regaló su amante estadounidense, Nelson Algren, al despertar de su primera noche de amorío.

## Controversias

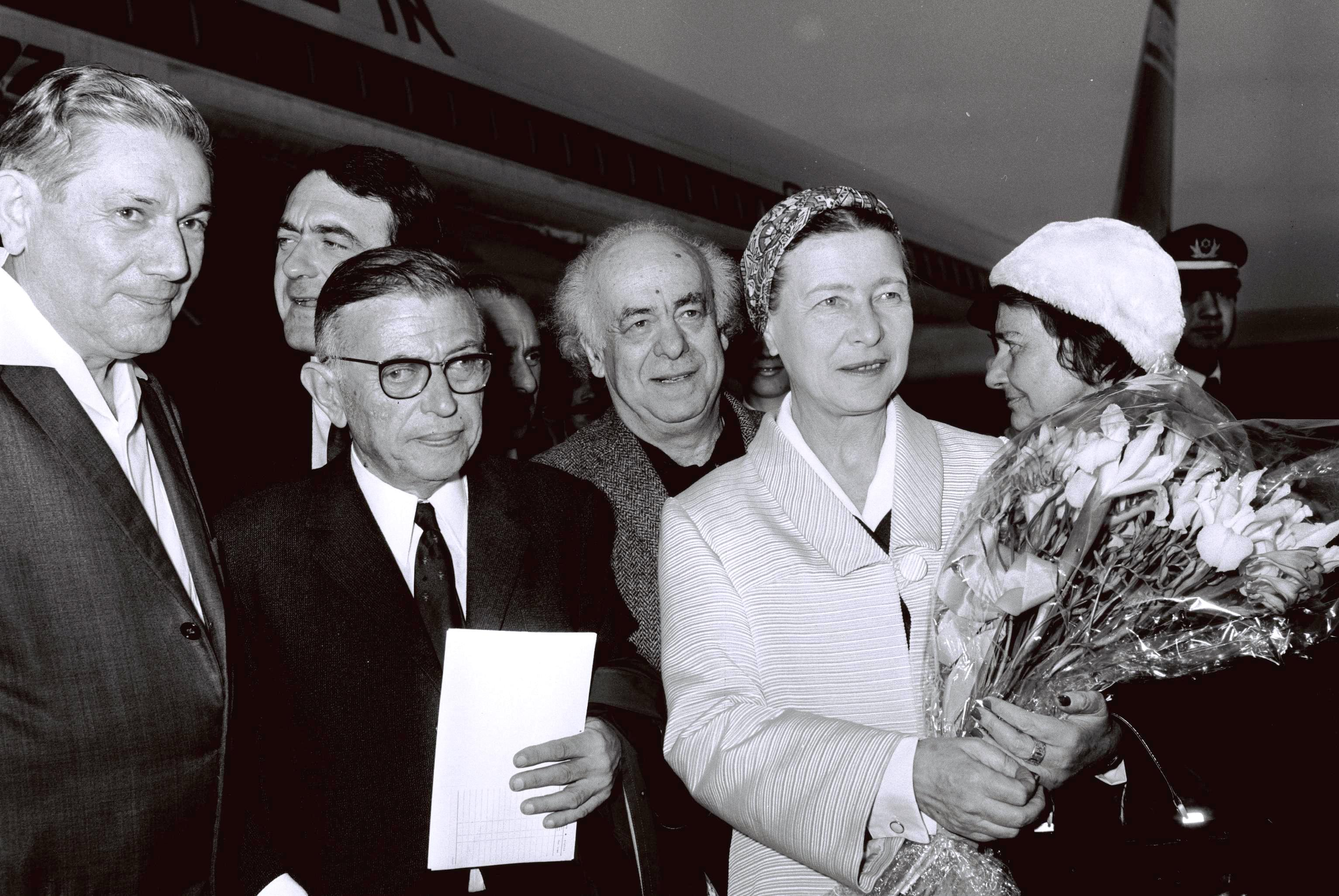
Jean Paul Sartre y Simone De Beauvoir bienvenidos a Israel en el aeropuerto de Lod por Avraham Shlonsky y Leah Goldberg. 14 de marzo de 1967.

### Acusaciones de abuso sexual
Beauvoir era bisexual y estuvo con varias mujeres durante su vida, aunque algunas de estas relaciones fueron negadas u otras controvertidas. En su libro Mémoires d'une jeune fille dérangée, la autora francesa Bianca Lamblin reveló que Beauvoir la explotó sexualmente cuando era su profesora en el Liceo Molière. Tanto Beauvoir como Sartre habrían manipulado y abusado de Lamblin durante este período. Lamblin escribió su libro como respuesta a la publicación póstuma de Sartre Lettres au Castor et à quelques autres: 1926-1963 de 1990, donde alega que se refieren a ella por el pseudónimo Louise Védrine.
En 1943, se despidió a Beauvoir de su puesto como profesora cuando se le acusó de seducir a la estudiante Natalie Sorokin, de diecisiete años, en 1939. Los padres de Sorokin levantaron cargos legales contra Simone de Beauvoir y se le revocó su licencia para enseñar en Francia —aunque subsecuentemente se le reinstauró—. En su libro La Force de l'âge, Beauvoir describió su relación con Sorokin como solo de amistad.
Posteriormente, Sorokin, Lamblin y la actriz Olga Kosakiewicz declararon que sus relaciones con Beauvoir y Sartre las dañaron psicológicamente.

### Edad de consentimiento
En 1977, Simone de Beauvoir junto a otros intelectuales franceses —incluyendo nombres tan prominentes como Louis Aragon, Michel Foucault, Jean-Paul Sartre, Jacques Derrida, Louis Althusser, Roland Barthes, Gilles Deleuze, Félix Guattari, Michel Leiris, Alain Robbe-Grillet, Philippe Sollers, Jacques Rancière, Jean-François Lyotard, Francis Ponge y varios doctores y psicólogos— firmaron una petición al parlamento francés cuestionando varios artículos de la ley de edad de consentimiento y su coherencia con el caso en concreto. La carta fue redactada por el escritor Gabriel Matzneff. En esa carta abierta, pidieron la liberación de tres hombres (Bernard Dejager, Jean-Claude Gallien y Jean Burckardt), quienes llevaban tres años en prisión preventiva acusados de tener relaciones sexuales con menores de quince años. El  escándalo y el comunicado fue publicado por el periódico Le Monde el 26 de enero de 1977. La petición argumentaba sobre la contradicción que presentaba la legislación francesa, por cuanto a los trece años una menor ya recibía la píldora por parte del Estado e incluso desde esa misma edad se consideraba la responsabilidad penal adolescente, pero no consideraba igualmente capaces de discernimiento a estos menores cuando se trataba del consentimiento sexual. Durante años, esta carta se ha prestado para profuso debate intelectual —el propio Michael Foucault dio una entrevista sobre el tema—, no solo en el campo jurídico sobre la legislación en materia de consentimiento sexual, sino también respecto de la sexualidad misma y la libertad de los cuerpos.

## Legado

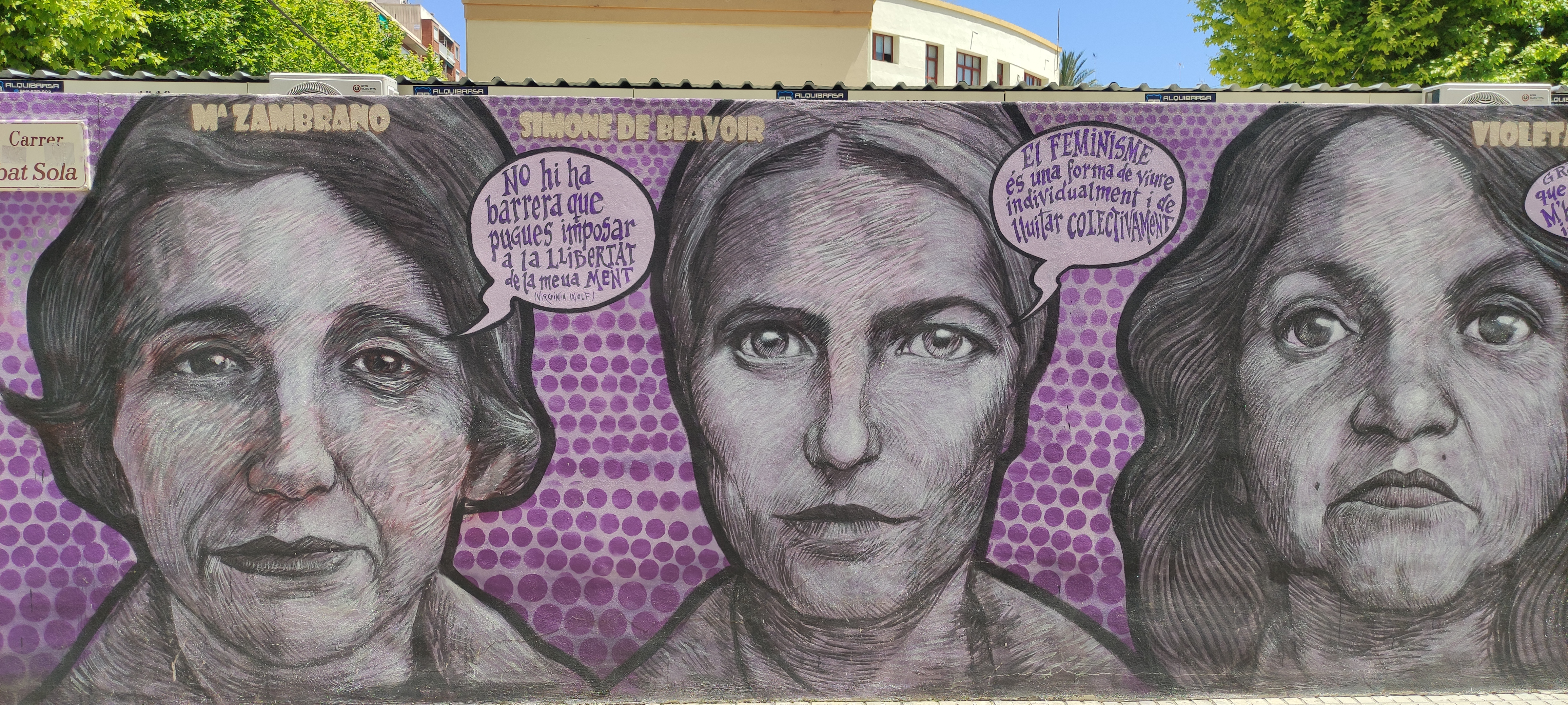
Mural feminista en Valencia, España, con Beauvoir en medio.

Durante la Segunda Guerra Mundial y la ocupación alemana de París, vivió en la ciudad tomada escribiendo su primera novela, La invitada (1943), donde exploró los dilemas existencialistas de la libertad, la acción y la responsabilidad individual, temas que abordó igualmente en novelas posteriores como La sangre de los otros (1944) y Los mandarines (1954), novela por la que recibió el Premio Goncourt.
En 1945 junto a Jean Paul Sartre y otros eruditos del momento fundaron la revista Tiempos Modernos.
Las tesis existencialistas, según las cuales cada persona es responsable de sí mismo y de sus actos, se introducen también en una serie de obras autobiográficas, cuatro en total, entre las que destacan Memorias de una joven de buena familia (también conocida como Memorias de una joven formal) (1958) y Final de cuentas (1972). Sus obras ofrecen una visión sumamente reveladora de su vida y su tiempo.
Entre sus ensayos destaca El segundo sexo (1949), un análisis sobre el papel de las mujeres en la sociedad y la construcción del rol y la figura de la mujer; La vejez (1970), centrada en la situación de la ancianidad en el imaginario occidental y en donde criticó su marginación y ocultamiento, y La ceremonia del adiós (1981), polémica obra que evoca la figura de su compañero de vida, Jean Paul Sartre.
Además de sus aportes al desarrollo del feminismo, cabe destacar sus reflexiones sobre la creación literaria, sobre el desarrollo de la izquierda antes y después de la Segunda Guerra Mundial, sobre el dolor, sus distintas formas, y la percepción del yo, sobre los linderos del psicoanálisis y sobre las premisas  del existencialismo que compartió.

### Premio Simone de Beauvoir
En 2008, con motivo del centenario del aniversario de su nacimiento, se creó en su honor el Premio Simone de Beauvoir por la Libertad de las Mujeres a iniciativa de Julia Kristeva financiado por la Universidad Diderot de París con un montante de veinte mil euros para destacar a las personas comprometidas por su obra artística y su acción a promover la libertad de las mujeres en el mundo.

## Obras

### Novelas
- La invitada (1943) (Sudamericana, 1961. Trad. Silvina Bullrich).
- La sangre de los otros (1945) (Siglo Veinte, 1964. Trad. Hellen Ferro).
- Todos los hombres son mortales (1946) (Edhasa, 1956. Trad. Silvina Bullrich).
- Los mandarines (1954, ganadora del Premio Goncourt) (Sudamericana, 1962. Trad. Silvina Bullrich).
- Las bellas imágenes (1966) (Edhasa, 1977. Trad. José Bianco).

- Cuando predomina lo espiritual (1979) (Sudamericana, 1981. Trad. José Bianco).
- Malentendido en Moscú (Navona, 2013. Trad. Joachim de Nys).
- Las inseparables (Random House, 2020. Trad. María Teresa Gallego y Amaya García).

### Relatos
- La mujer rota (1967). Contiene La edad de la discreción, Monólogo y La mujer rota (Sudamericana, 1968. Trad. Dolores Sierra y Néstor Sánchez).

### Ensayos
- Para qué la acción (Pyrrhus et Cinéas) (1944) (Siglo Veinte, 1965. Trad. Juan José Sebreli).
- Para una moral de la ambigüedad (1947) (Shapire, 1956. Trad. Francisco Solero / La Pléyade, 1972. Trad. Rubén Laporte).
- El existencialismo y la sabiduría popular (1948) (Siglo Veinte, 1965. Trad. Juan José Sebreli / El existencialismo y la sabiduria de los pueblos, Edhasa, 2009. Trad. Horacio Pons).
- El segundo sexo (1949) (Siglo Veinte (dos tomos) 1972. Trad. Pablo Palant / Cátedra, 2005. Trad. Alicia Martorell).
- El pensamiento político de la derecha (1955) (Siglo Veinte, 1955. Trad. Osiris Troiani).
- El marqués de Sade (1955) (Siglo Veinte, 1956. Trad. J. E. de la Sota / ¿Hay que quemar a Sade?, Visor, 2000. Trad. Francisco Sampedro).
- Jean-Paul Sartre vs. Merleau-Ponty (Merleau-Ponty et le pseudo-sartrisme) (1955) (Siglo Veinte, 1969. Trad. Aníbal Leal).
- La larga marcha. Ensayo sobre China (1957) (La Pléyade, 1970. Trad. Aníbal Leal).
- La vejez (1970) (Sudamericana, 1970. Trad. Aurora Bernárdez).

### Memorias, diarios y otros
- Norteamerica al desnudo (1947) (Siglo Veinte, 1964. Trad. Juan José Sebreli / América día a día, Mondadori, 1999. Trad. Daniel Sarasola).
- Memorias de una joven formal (1958) (Sudamericana, 1973. Trad. Silvina Bullrich).
- La plenitud de la vida (1960) (Sudamericana, 1970. Trad. Silvina Bullrich).
- Djamila Boupacha (1962) (Simone de Beauvoir, Gisèle Halimi y otros) (Seix Barral, 1963. Trad. Nuria Petit).
- La fuerza de las cosas (1963) (Sudamericana, 1971. Trad. Ezequiel de Olaso).
- Una muerte muy dulce (1964) (Sudamericana, 1975. Trad. María Elena Santillán / Edhasa, 1977. Trad. María Elena Martín).
- Final de cuentas (1972) (Sudamericana, 1972. Trad. Ida Vitale).
- Simone de Beauvoir por ella misma (1979) (Simone de Beauvoir, Josée Dayan, Malka Ribowska y otros) (Losada, 1980. Trad. Josefina Delgado).
- La ceremonia del adiós (1981) (Sudamericana, 1982. Trad. José Carbajosa).
- Diario de guerra. Septiembre de 1939 - enero de 1941 (Sudamericana, 1990. Trad. Núria Pujol).
- Cahiers de jeunesse, 1926-1930 (2008) (Inédito en español).
- Entrevistas (Ennegativo, 2019. Trad. Leandro Sánchez y Melissa Hincapié).
- Escritos feministas (Ennegativo, 2019. Trad. Leandro Sánchez y Melissa Hincapié).
- Escritos políticos y filosóficos (Ennegativo, 2019. Trad. Leandro Sánchez).
- Fragmentos existencialistas y otros escritos (Ennegativo, 2019. Trad. Leandro Sánchez).
- Conversaciones (Ennegativo, 2021. Trad. Leandro Sánchez).
- Encuentros con Alice Schwarzer (Ennegativo, 2021. Trad. Leandro Sánchez).

### Teatro
- Las bocas inútiles (1945) (Ariadna, 1957. Trad. Floreal Mazia).

### Correspondencia
- Cartas a Sartre (Lumen, 1996. Trad. Núria Pujol).
- Cartas a Nelson Algren (Lumen, 1999. Trad. Miguel Martínez-Lage).
- Correspondance croisée avec Jacques-Laurent Bost (1937-1940). Edición, presentación y notas de Sylvie Le Bon de Beauvoir. Gallimard, 2004. (Inédito en español).

### Filmografía
- 2006: Les Amants du Flore, telefilme de Ilan Duran Cohen, con Anna Mouglalis en el papel de Simone de Beauvoir.
- 2006: Sartre, años de pasión, telefilme de Claude Goretta en dos episodios, con Anne Alvaro en el papel de Simone de Beauvoir.
- 2007: Simone de Beauvoir - une femme actuelle, documental de Dominique Gros producido por la cadena Arte.
- 2013: La espuma de los días, película de Michel Gondry, con Marina Rozenman como «la duquesa de Bovouard».
- 2013: Violette, película de Martin Provost, con Sandrine Kiberlain en el papel Simone de Beauvoir.